# Tekio
Sergio Blázquez Sánchez, meglio noto come Tekio (Molina de Segura, 30 luglio 1990), è un calciatore spagnolo, difensore dell'Alcantarilla.

## Caratteristiche tecniche
È un terzino destro.

## Carriera
Cresciuto nel settore giovanile dell'UCAM Murcia, ha esordito in prima squadra nel 2009, quando il club ancora giocava in Tercera División.